# Gayenna trivittata
Gayenna trivittata là một loài nhện trong họ Anyphaenidae.
Loài này thuộc chi Gayenna. Gayenna trivittata được Philip Bertkau miêu tả năm 1880.